# 索伦县
索伦县，中国旧县名。

## 历史
原属于黑龙江省布特哈副都统辖地。光绪三十一年（1905年），经黑龙江将军程德全批准，札萨克图旗梅楞阜德胜在上局子创办“祥裕木植公司”，开发索伦一带的森林资源。光绪三十二年（1906年），黑龙江荒务局官员吉德顺奉命到索伦开垦荒地，共开垦72000垧。清末曾任俄国领事馆翻译、地方政府官员的阜海在索伦山南的哈海河口（今哈干河）兴办哈海木局，所在地即今索伦镇。宣统元年（1909年），黑龙江将军设索伦宣抚员公署，其辖区包括今索伦镇、阿尔山市全部、扎赉特旗北部、扎兰屯市西南、新巴尔虎左旗南部分区域，总面积约为1.5万平方公里。
民国5年（1916年），在黑龙江省龙江道境内暂定“特别区域”设置索伦山宣抚局。　民国6年（1917年）3月15日，黑龙江省长公署呈请获准，将索伦山宣抚局改设索伦山设治局，驻哈海镇，隶属黑龙江省龙江道。辖境，东南以绰尔河至景星县界，东北至雅鲁县界，西、北以大兴安岭至呼伦县界，南以洮儿河至奉天省洮昌道界。设治局行政长官为设治员。
1928年11月，东北张学良当局在今兴安盟地区设立兴安屯垦区，并于1929年9月开始修筑洮安（今白城市）至索伦的洮索铁路，“九一八事变”前已通至王爷庙（今乌兰浩特市）。1929年2月，废止道制，索伦山设治局由黑龙江省直辖。
1932年3月30日，满洲国公布《兴安省官制》，成立兴安局，由满洲国国务院直辖，并分设兴安东、南、北三个分省；6月，将索伦设治局改设为索伦县，划入兴安东省。1932年11月21日，满洲国奉行废县改旗，索伦县改为喜札嘎尔旗，归兴安东分省管辖，治所索伦镇，辖： 
- 哈海努图克，治所索伦，辖索伦、和勒门、乌敦、草根台4个嘎查，索伦、克力门扎拉嘎、乃仁扎拉嘎、卧登扎拉嘎、岗根套海、五列子太、五兰绰罗、上局子屯、霍苏太屯、海拉子屯、索根太屯、金银沟屯、道流台屯、张家店、杨家店等自然村。
- 兴安努图克，治所白狼，辖五岔沟、牛汾台、白狼4个嘎查，明水河子、五岔沟、牛汾台、白狼、西口等自然屯。

同时部分区域分别划归扎赉特旗、布特哈旗、新巴尔虎左旗。全旗面积约为1.1万平方公里，人口2000余人。洮索铁路续修至阿尔山，续修段称索（伦）温（泉）线铁路，全线今称白（城）阿（尔山）线。
1940年8月，喜扎嘎尔旗划归兴安南省。1941年8月，新巴尔虎左旗的阿尔山、伊尔施等地划归喜扎嘎尔旗，全旗面积约为1.2万平方公里，人口7000余人。1945年11月中旬，兴东地区行政公署成立，治所扎兰屯，喜扎噶尔旗划为其辖地。1946年1月16日，东蒙古自治政府成立，设兴安盟，喜扎嘎尔旗划归兴安盟，此时喜扎嘎尔旗面积为1.1万平方公里。1946年2月，喜扎嘎尔旗设立索伦街，作为旗政府治所，哈海努图克改称乌敦努图克，治所索伦。
1947年5月1日，内蒙古自治政府成立；25日，内蒙古自治政府撤销兴安盟，辖地划为自治政府直辖地。喜扎嘎尔旗划为自治政府直辖地。6月，國民政府核准复设索伦县，属兴安省，未实际管辖。
1948年11月15日，内蒙古自治政府恢复兴安盟，喜扎嘎尔旗划回兴安盟。1949年11月28日，兴安盟撤销喜扎嘎尔旗，将喜扎嘎尔旗辖地并入科右前旗，设立索伦努图克，原索伦街、乌敦努图克、兴安努图克并入索伦努图克。